# Coenonympha columbiana
Coenonympha columbiana är en fjärilsart som beskrevs av Mcdunnough 1928. Coenonympha columbiana ingår i släktet Coenonympha och familjen praktfjärilar. Inga underarter finns listade i Catalogue of Life.